# Agrilus eyai
Agrilus eyai es una especie de insecto del género Agrilus, familia Buprestidae, orden Coleoptera.
Fue descrita científicamente por Westcott & Noguera, 1995.